# Mihaela Stănuleț

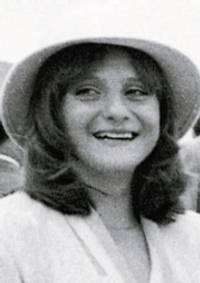
Mihaela Stănuleț

Mihaela Stănuleț (* 16. Juli 1967 in Sibiu) ist eine ehemalige rumänische Kunstturnerin.
Sie begann im Alter von acht Jahren mit dem Turnen. 1981 nahm Stănuleț zum ersten Mal an den Weltmeisterschaften teil und wurde mit der rumänischen Mannschaft Vierte. Bei den Turn-Europameisterschaften 1983 gewann sie am Schwebebalken die Bronzemedaille. Bei den Weltmeisterschaften im selben Jahr gewann Stănuleț mit der rumänischen Equipe Silber.
Bei den Olympischen Spielen 1984 in Los Angeles gewann Stănuleț mit der rumänischen Mannschaft mit Lavinia Agache, Laura Cutina, Cristina Grigoraș, Simona Păuca und Ecaterina Szabó die Goldmedaille. Außerdem wurde sie am Stufenbarren Vierte, knapp hinter der Amerikanerin Mary Lou Retton.
Nach ihrer Leistungssportkarriere wurde Stănuleț Trainerin beim CSȘ Sibiu, wo sie u. a. Claudia Presăcan und Steliana Nistor trainierte.